# Profronde van Drenthe 2010
La Profronde van Drenthe 2010, quarantottesima edizione della corsa, valida come evento dell'UCI Europe Tour 2010 categoria 1.1, si svolse il 10 aprile 2010 su un percorso di 203,4 km. Fu vinta dall'italiano Alberto Ongarato, che terminò la gara in 4h 48' 32" alla media di 42,297 km/h.
Furono 73 i ciclisti che portarono a termine la competizione.

## Ordine d'arrivo (Top 10)
| Pos. | Corridore         | Squadra         | Tempo    |
| ---- | ----------------- | --------------- | -------- |
| 1    | Alberto Ongarato  | Vacansoleil     | 4h48'32" |
| 2    | Andy Cappelle     | Verandas Wil.   | a 2"     |
| 3    | Michał Gołaś      | Vacansoleil     | a 4"     |
| 4    | Stefan van Dijk   | Verandas Wil.   | s.t.     |
| 5    | Daniele Colli     | Cer. Flaminia   | s.t.     |
| 6    | Andrea Piechele   | Carmiooro       | s.t.     |
| 7    | Frédéric Amorison | Landbouwkrediet | s.t.     |
| 8    | Coen Vermeltfoort | Rabobank Con.   | s.t.     |
| 9    | Enrico Peruffo    | Carmiooro       | s.t.     |
| 10   | David Kopp        | Kuota           | s.t.     |